# Scleroprocta krzeminskii
Scleroprocta krzeminskii is een tweevleugelige uit de familie steltmuggen (Limoniidae). De soort komt voor in het Palearctisch gebied.